# Joke Silva
Joke Silva, née le 29 septembre 1961 à Lagos au Nigeria, est une actrice et une réalisatrice[réf. nécessaire] du cinéma Nollywood. Elle gagne le prix de la meilleure actrice, en 2006, au 2e Africa Movie Academy Awards et celui de la Meilleure actrice dans un second rôle, en 2008.

## Parcours
Joke Silva naît en 1961 à Lagos dans une famille agudas (brésiliens venus se réinstaller en Afrique) de quatre enfants,. Sa mère, Adebimbola Silva, une des premières femmes médecins, est décédée en juillet 2015. Son père est avocat. À l'université, elle fait partie d'un groupe culturel qui comprend le dramaturge Bode Osanyin et la chanteuse Stella Monye. Elle effectue une pause d’une année dans ses études, pendant laquelle elle commence à travailler comme actrice. Elle s'installe ensuite en Angleterre, où elle étudie l'art dramatique à la Webber Douglas Academy of Dramatic Art de Londres. Au départ, ses parents s'opposent à son choix de s’orienter vers le théâtre, mais ils commencent rapidement à la soutenir, heureux du succès de sa carrière. Pendant une période creuse de sa carrière, elle retourne à l'école, étudiant l'anglais à l'université de Lagos,.
Elle joue ensuite dans de nombreux films et séries télévisées en anglais et en yoruba. L'un de ses premiers rôles est dans le film anglais Mind Bending en 1990. En 1998, elle a eu un rôle majeur, aux côtés de Colin Firth et Nia Long, dans le film canado-britannique The Secret Laughter of Women. En 2006, elle remporte le titre de meilleure actrice dans un premier rôle lors de la 2e édition des Africa Movie Academy Awards pour son interprétation dans Women's Cot , et celui de meilleure actrice dans un second rôle  lors de la 4e édition des Africa Movie Academy Awards en 2008 pour son interprétation de grand-mère dans White Waters.
Silva est mariée avec l'acteur Olu Jacobs. Le couple a fondé et dirige le Lufodo Group, une société de médias qui comprend la production de films, des actifs de distribution et la Lufodo Academy of Performing Arts. Mme Silva est directrice des études de cette dernière. Elle est également la directrice générale pionnière du Malete Film Village, en association avec l'université d'État de Kwara.

## Filmographie
La filmographie de Joke Silva, comprend les films suivants :
- 1995 : Violated
- 1996 : Silent Night
- 1996 : Silent Night 2
- 1996 : Violated 2
- 1999 : The Secret Laughter of Women (Nene)
- 1999 : Twins of the Rain Forest (court métrage)
- 2002 : Keeping Faith: Is That Love?
- 2003 : The Kingmaker
- 2004 : Last Wedding (Mme Daniel)
- 2004 : Last Wedding 2
- 2005 : Brave Heart (Helen)
- 2005 : Brave Heart 2 (Helen)
- 2005 : Opin irin ajo
- 2005 : Opin irin ajo 2
- 2005 :  Women's Cot
- 2005 : Women's Cot 3
- 2006 : The Amazing Grace (Maria Davies)
- 2006 : 30 Days (Dupe Ajayi)
- 2007 : White Waters
- 2007 : Eewo orisa
- 2007 : Eewo orisa 2
- 2007 : Letters to a Stranger (Mme Okoh)
- 2007 : Strong Men at Work (Oriaku)
- 2007 : Strong Men at Work 2 (Oriaku)
- 2007 : To Love and to Hold
- 2007 : To Love and to Hold 2
- 2008 : Sister's Love
- 2008 : Sister's Love 2
- 2008 : Sister's Love 3
- 2008 : Sister's Love 4
- 2009 : 5 Apostles
- 2009 : 5 Apostles 2
- 2009 : 5 Apostles 3
- 2009 : Ile oko
- 2010 : Bent Arrows
- 2010 : Tango with Me (maman de Lola)
- 2012 : Phone Swap (Kike Cole)
- 2017 : The Royal Hibiscus Hotel
- 2020 : Namaste Wahala
- 2020 : La Convocation (Citation) de Kunle Afolayan : Angela